# Juan Giménez
Juan Antonio Giménez López (Mendoza, 16 november 1943 – aldaar, 2 april 2020) was een Argentijnse striptekenaar. Hij staat vooral bekend als tekenaar van sciencefictionstripverhalen.

## Biografie
Giménez López werd geboren in Mendoza, Argentinië. Hij doorliep daar de middelbare school en kreeg les in 'industrieel ontwerpen'. Later ging hij naar Spanje en volgde een opleiding op de Academie voor Schone Kunsten in Barcelona.
Zijn eerste stripverhalen, voor de Argentijnse uitgevers Colombo en Record, waren grotendeels geïnspireerd door de Italiaanse tekenaar en schrijver Hugo Pratt en de Argentijnse tekenaar Francisco Solano López. In Spanje werkte hij voor tijdschriften als Zona 84, Comix International, Lanciostory en Scorpio. Zijn werk uit die tijd bestaat voornamelijk uit oorlogsverhalen en sciencefiction.
In 1980 creëerde hij het personage Harry Canyon voor de strip Heavy Metal. In de jaren tachtig werkte hij voor verschillende Europese tijdschriften, waaronder het Spaanse 1984, de Franse en Italiaanse Métal Hurlant en  L'Eternauta. In die tijd experimenteerde hij met grafische en verhalende stijlen. Zijn werk uit die periode zijn vooral korte sciencefiction verhalen.
De tekenstijl van Giménez is kenmerkend door de focus op technische en historische details, Giménez heeft samengewerkt met verschillende schrijvers waaronder Carlos Trillo, Emilio Balcarce, Roberto Dal Prà en  Alejandro Jodorowsky.
Op 22 maart 2020 werd hij opgenomen in het ziekenhuis van Mendoza. Hierop overleed Giménez op 2 april aan het coronavirus.

## Stripreeksen in Nederlands taalgebied
- De zwarte ster, 1982
- De Underzone, 1987
- Leo Roa, 2000
  - Het ware verhaal van Leo Roa
  - De reis in de tijd
- De vierde kracht, 1997-2016
  - De 4de macht, 1989-2010
  - Moord op Antiplona, 2011
  - De groene hel, 2013
  - Het eiland D-7, 2016
- De metabaronnen,1996-2010
  - Het voorouderlijke huis,	2000-2005
  - Othon van Salza,	1992-2015
  - Honorata, 1993-2015
  - Aghnar, 1995-2015
  - Oda, de overgrootmoeder, 1997-2015
  - Staalkop, de grootvader, 1998-2015
  - Doña Vicenta, de grootmoeder, 1999-2015
  - Aghora, de vader-moeder, 2002-2015
  - Zondernaam, de laatste Metabaron, 2003-2015
  - De wapens van de Metabaronnen, 2008-2011
- Ik draak, 2011-2015
  - Het einde van de wording, 2011
  - Het ijzeren boek, 2013
- Segmenten, 2020
  - Lexipolis
  - Lusthof
  - Nieuw-Sparta